# Iván Pedroso
Iván Lázaro Pedroso Soler (Havana, 17 december 1972) is een voormalige Cubaanse verspringer. In deze discipline werd hij olympisch kampioen, negenvoudig wereldkampioen (viermaal outdoor en vijfmaal indoor) en meervoudig nationaal kampioen. Met zijn persoonlijk record van 8,71 m behoort hij tot de beste verspringers ter wereld ooit.

## Biografie

### Negentien jaar en vierde op OS
Pedroso debuteerde op het internationale podium bij de Centraal-Amerikaanse en Caribische kampioenschappen voor junioren in 1990, waar hij met een sprong van 7,74 de zilveren medaille won. Datzelfde jaar, amper zeventien jaar oud, doorbrak hij in juli in Orlando met een sprong van 8,06 voor het eerst de acht meter-barrière. Een maand later, op de wereldkampioenschappen voor junioren in Plovdiv, kon hij ditzelfde niveau niet vasthouden en viel hij met een beste sprong van 7,81 net buiten het erepodium.
In 1991 behaalde hij zijn eerste internationale titel door bij de Pan-Amerikaanse juniorenkampioenschappen het goud voor zich op te eisen met een sprong van 8,08. Nog in datzelfde jaar veroverde hij ook zijn eerste (bronzen) medaille op een internationaal seniorentoernooi; op de Pan-Amerikaanse Spelen in Havana haalde hij het podium met een sprong van 7,96.
Iván Pedroso was net negentien, toen hij op de Olympische Spelen van 1992 in Barcelona verrassend vierde werd bij het verspringen. In het begin van zijn carrière ondervond hij sterke competitie van Carl Lewis en Mike Powell, maar daarna slaagde hij er in een indrukwekkende erelijst bij elkaar te springen.

### Negen wereldtitels en één olympische titel in negen jaar
In 1993 (Toronto), 1995 (Barcelona), 1997 (Parijs), 1999 (Maebashi) en 2001 (Lissabon) werd hij wereldkampioen indoor. Outdoor veroverde hij diezelfde titel in 1995 (Göteborg), 1997 (Athene), 1999 (Sevilla) en 2001 (Edmonton).
Op de Olympische Spelen van 2000 in Sydney behaalde hij goud bij zijn laatste sprong. Blessures hielden hem af van verdere olympische successen: in 1992 werd hij vierde, maar in 1996 in Atlanta eindigde hij slechts als twaalfde. In 2004 in Athene ten slotte werd hij zevende met 8,23.

### Voorbij het wereldrecord
Op een meeting in het Italiaanse Sestriere sprong Pedroso in 1995 8,96, precies 1 cm verder dan het wereldrecord van Mike Powell. De windmeter gaf +1.2 m/s aan, onder de maximaal toegestane rugwind. De Italiaanse atletiekfederatie weigerde het record echter door te sturen naar de IAAF, omdat een official de windmeter zou hebben geblokkeerd en daarmee de meting zou hebben beïnvloed.
Eind september 2007 werd bekendgemaakt, dat Iván Pedroso een punt had gezet achter zijn atletiekcarrière als verspringer. In december 2007 verklaarde hij zich vanaf nu als official in te zetten voor het Cubaanse atletiekteam.
Daarnaast is hij tegenwoordig actief als atletiekcoach, onder meer van de Franse wereldkampioen hink-stap-springen Teddy Tamgho.

## Titels
- Olympisch kampioen verspringen - 2000
- Wereldkampioen verspringen - 1995, 1997, 1999, 2001
- Wereldindoorkampioen verspringen - 1993, 1995, 1997, 1999, 2001
- Pan-Amerikaanse Spelen kampioen verspringen - 1995, 1999, 2003
- Centraal-Amerikaans en Caribisch kampioen verspringen - 1998
- Ibero-Amerikaans kampioen verspringen - 1992
- Universitair kampioen verspringen - 1997
- Cubaans kampioen verspringen - 1992, 1993, 1995, 1997, 1998, 2000, 2005
- Pan-Amerikaans juniorenkampioen verspringen - 1991

## Persoonlijke records
Outdoor
| Onderdeel          | Prestatie | Datum           | Plaats    |
| ------------------ | --------- | --------------- | --------- |
| verspringen        | 8,71 m    | 18 juli 1995    | Salamanca |
| hink-stap-springen | 16,05 m   | 9 februari 1991 | Havana    |

Indoor
| Onderdeel   | Prestatie | Datum        | Plaats   |
| ----------- | --------- | ------------ | -------- |
| verspringen | 8,62 m    | 7 maart 1999 | Maebashi |

## Palmares

### verspringen
- 1990: Centraal-Amerikaanse en Caribische juniorenkamp. – 7,74 m
- 1990: 4e WJK – 7,81 m
- 1991:  Pan-Amerikaanse juniorenkamp. – 8,08 m
- 1991:  Pan-Amerikaanse Spelen – 7,96 m
- 1992:  Ibero-Amerikaanse kamp. – 8,53 m
- 1992:  Cubaanse kamp. – 8,41 m
- 1992: 4e OS – 8,11 m
- 1992:  World Cup te Havana  – 7,97 m
- 1993:  WK indoor – 8,23 m
- 1993:  Cubaanse kamp. – 8,47 m
- 1993: NM WK
- 1995:  WK indoor – 8,51 m
- 1995:  Cubaanse kamp. – 8,40 m
- 1995:  Pan-Amerikaanse Spelen – 8,50 m
- 1995:  WK – 8,70 m
- 1996: 12e OS – 7,75 m
- 1997:  WK indoor – 8,51 m
- 1997:  Cubaanse kamp. – 8,43 m
- 1997:  Universiade – 8,40 m
- 1997:  WK – 8,42 m
- 1997:  IAAF Grand Prix finale te Fukuoka – 8,53 m
- 1998:  World Cup te Johannesburg – 8,37 m
- 1998:  Cubaanse kamp. – 8,05 m
- 1998:  Centraal-Amerikaanse en Caribische Spelen te Maracaibo – 8,45 m
- 1999:  WK indoor – 8,62 m
- 1999:  Pan-Amerikaanse Spelen – 8,52 m
- 1999:  WK – 8,56 m
- 2000:  Cubaanse kamp. – 8,20 m
- 2000:  OS – 8,55 m
- 2001:  WK indoor – 8,43 m
- 2001:  WK – 8,40 m
- 2002:  World Cup te Madrid – 8,19 m
- 2003:  Pan-Amerikaanse Spelen – 8,23 m
- 2003: NM WK
- 2004: 8e WK indoor – 8,09 m
- 2004:  Ibero-Amerikaanse kamp. – 7,78 m
- 2004: 7e OS – 8,23 m
- 2005:  Cubaanse kamp. – 7,79 m (+ RW)
- 2006:  Centraal-Amerikaanse en Caribische Spelen te Cartagena – 7,92 m
- 2007: 4e Pan-Amerikaanse Spelen – 7,86 m

### Golden League-podiumplekken
- 1999:  Weltklasse Zürich – 8,39 m
- 1999:  Memorial Van Damme – 8,40 m
- 1999:  ISTAF – 8,22 m
- 2001:  Meeting Gaz de France – 8,10 m
- 2001:  Memorial Van Damme – 8,30 m
- 2001:  ISTAF – 8,16 m

1896: Ellery Clark ·
1900: Alvin Kraenzlein ·
1904: Meyer Prinstein ·
1908: Frank Irons ·
1912: Albert Gutterson ·
1920: William Petersson ·
1924: William DeHart Hubbard ·
1928: Ed Hamm ·
1932: Ed Gordon ·
1936: Jesse Owens ·
1948: Willie Steele ·
1952: Jerome Biffle ·
1956: Greg Bell ·
1960: Ralph Boston ·
1964: Lynn Davies ·
1968: Bob Beamon ·
1972: Randy Williams ·
1976: Arnie Robinson ·
1980: Lutz Dombrowski ·
1984: Carl Lewis ·
1988: Carl Lewis ·
1992: Carl Lewis ·
1996: Carl Lewis ·
2000: Iván Pedroso ·
2004: Dwight Phillips ·
2008: Irving Saladino ·
2012: Greg Rutherford ·
2016: Jeff Henderson ·
2020: Miltiadis Tentoglou ·
2024: Miltiadis Tentoglou
1983 Carl Lewis ·
1987 Carl Lewis ·
1991 Mike Powell ·
1993 Mike Powell ·
1995 Iván Pedroso ·
1997 Iván Pedroso ·
1999 Iván Pedroso ·
2001 Iván Pedroso ·
2003 Dwight Phillips ·
2005 Dwight Phillips ·
2007 Irving Saladino ·
2009 Dwight Phillips ·
2011 Dwight Phillips ·
2013 Aleksandr Menkov ·
2015 Greg Rutherford ·
2017: Luvo Manyonga ·
2019: Tajay Gayle ·
2022: Wang Jianan ·
2023: Miltiadis Tentoglou